# جيمس جيلفيلان
جيمس جيلفيلان (بالإنجليزية: James Gilfillan)‏ هو بيروقراطي أمريكي، ولد في 25 أبريل 1836 في Belchertown, Massachusetts ‏ في الولايات المتحدة، وتوفي في 8 أبريل 1929 في كولشيستر في المملكة المتحدة.